# Krasulje
Krasulje bosnyák falu Bosznia-Hercegovinában, a Bosznia-hercegovinai Föderáció Una-Szanai kantonjában, Ključ községben. 

## Fekvése
Bosznia-Hercegovina nyugati részén, Bihácstól légvonalban 73, közúton 95 km-re délkeletre, Ključtól légvonalban 7, közúton 10 km-re északnyugatra, a Ključról Sanski Mostra menő főút mentén fekszik. 

## Népessége
| Nemzetiségi csoport | Népesség 1991 | Népesség 2013 |
| ------------------- | ------------- | ------------- |
| Szerb               | 1             | 0             |
| Bosnyák             | 1815          | 1729          |
| Horvát              | 1             | 0             |
| Jugoszláv           | 1             | 0             |
| Egyéb               | 3             | 2             |
| Összesen            | 1821          | 1731          |

## Története
A régészeti leletek tanúsága szerint Krasulje területén már az őskorban is éltek emberek. Ennek bizonyítéka a határában, Bahtagiča Gradina lelőhelyen található őskori erődített település maradványa, melynek korai korszaka az újkőkor volt, amikor a vučedoli kultúra népe létrehozta azt. A vučedoli kultúra indoeurópai régészeti kultúra volt i. e. 3000–2200 között (a rézkorszakban), de vannak kutatók, akik inkább a korai bronzkorszakhoz sorolják. Központja a Szerémségben és a Dráva–Száva közének keleti felén, a Duna jobb partján volt, de kiterjedt a Nyugat-Balkánra is. Névadó települése, Vučedol 6 km-re fekszik a horvátországi Vukovár központjától. A település később, a vaskorban is használatban volt, ekkor épültek védőfalai, amelyek a könnyebben megközelíthető oldalról védték. A falu a középkorban is lakott volt, mely korszakból két temetőjének maradványa is megtalálható, bennük több, díszesen faragott középkori sírkővel. Ilyen sírkövek a 12. század második feléből származnak, de csak a 14-15. században terjedtek el Bosznia-Hercegovina, Szerbia, Horvátország és Montenegró területén.
Krasulje neve a „krasno” (szép) melléknévből származik, mely a települést övező táj szépségére utal. Krasulje 1878-ig tartozott az Oszmán Birodalomhoz, majd az Osztrák-Magyar Monarchia része lett. 1879-ben az első osztrák-magyar népszámlálás során a faluban 51 házat és 398 muszlim lakost számláltak. 1910-ben a településen 117 házat, 588 muszlim és 11 katolikus horvát lakost találtak. A monarchia szétesésével 1918-ben előbb a Szerb-Horvát-Szlovén Királyság, majd 1929-től a Jugoszláv Királyság része. 1921-ben 113 házat és 545 lakost számláltak itt. 1945-től a település a szocialista Jugoszlávia része volt.
1992. május 27-én délelőtt a szerb rendőrség és katonai rendőrség egy csapata (összesen 14 fő) két gépjárművel akart erőszakkal bejutni a szomszédos Ramići településre, ahol a helyi területvédelmi egység ellenállásába ütközött. A lövöldözésben többen meghaltak és megsebesültek. Az összecsapást a szerb fegyveres erők és félkatonai alakulatok érvként használták fel a Ramići környéki muszlim falvak elleni támadásra, akik a bűnösök letartóztatására és az eset kivizsgálására vonatkozó katonai rendészeti parancsot az ártatlan bosnyák nemzetiségű lakosság megölésére és elűzésére használták fel. A Ramići elleni támadás 1992. június 26-án kezdődött, ahol az egész lakosságot kiűzték a házukból, majd támadás indult a környékbeli védtelen bosnyák falvak Ramići, Krasulje, Hripavci és Ošiljak ellen. A Ramići és Krasulje elleni támadás során legalább 21 civil vesztette életét, köztük e falvak lakosai is. Ramići és Krasulje túlélő lakóit, főként a férfiakat őrizetbe vették és a ramići általános iskolába, illetve a krasuljei általános iskolába terelték. A számbavétel és kihallgatás során legalább 90 főt megfosztottak szabadságától, átszállították őket Ključba és a "Nikola Mačkić" általános iskolába zárták, ahol később kivégezték és a nyugatra fekvő Lanište határában tömegsírba temették őket. 1992 szeptemberében a település maradék lakosságának többségét is elűzték, az otthonukban maradt bosnyákok napi zaklatásnak voltak kitéve, megfélemlítés alatt éltek és kényszermunkára kényszerültek.
A boszniai háború idején település 1995 szeptemberéig a szerb félkatonai egységek uralma alatt állt, amikor a Bosznia-Hercegovinai Hadsereg, a Horvát Védelmi Tanács (HVO) és a Horvát Hadsereg (HV) által vezetett közös akciók során elfoglalták. 2013-ban a falunak 1731 állandó lakosa volt, mind muszlimok. Krasuljében búza, kukorica, bab és egyéb zöldségek teremnek meg, a gyümölcsök közül pedig szilva, körte, alma, és dió található. Az innen származó gyerekek Gornje Krasulje-i általános iskolájába járnak, vallási oktatásra pedig a Gornje Krasulje-i mecsetbe mennek. Donje Krasuljéban egy temető van. A háború előtt három üzlet működött a faluban, ma már csak egy, amely Hakija Fazlić tulajdona. A falunak jól ismert kőművesei és kézművesei vannak, és mivel ez a terület tiszta és egészséges, egyre inkább kialakul egy új bevételi forrás, a méhészet.

## Nevezetességei
- Bahtagiča Gradina – egy földnyelv végében fekső őskori erődített település maradványa, melyet a könnyebben megközelíthető oldalról félköríves fal védett. A lelőhely platóján vékony kultúrréteg található. A leletek alapján ezt a helyet először az újkőkori vučedoli kultúra népe lakta, majd a vaskorban is lakott volt. Védőfalai a késői időszakból származnak.[4]

- Mošatluk – késő középkori temető maradványai. A temető sírköveiből 12 darab, nyugat-keleti, illetve észak-déli tájolású stećak maradt fenn, a többi mára megsemmisült.[4]

- Mramorje - késő középkori temető maradványai. A temető sírköveiből 5 darab, eltérő tájolású stećak maradt fenn, a többi mára megsemmisült.[4]

- A krasuljei muszlim gyülekezet Ključ község régebbi gyülekezetei közé tartozik. A népszámlálási adatok és a vallási épületek 1895-ös összeírása szerint, 2 mecset és 2 iskola volt Krasuljében. A gyülekezetben az első mecset Donje Krasuljében 1807-ben, a Gornje Krasulje gyülekezetében pedig 1833-ban épült. Az új krasuljei mecsetet 1985-1987 között építették, és 13x12 méretű volt. A minaret magassága 32 méter volt. A Bosznia-Hercegovinai Köztársaság elleni agresszió során a mecsetet és az imám házát is elpusztították.[10]

- A Husići településen található mecset 1809-ben épült kőből, fából épült minarettel, amelyet fémlemezzel burkoltak. A mecset méretei 10x9 méter, a minaret magassága 22 méter volt. A mecsetet 1941-ben a csetnikek felgyújtották. A mecset közvetlen közelében levő két türbét is lerombolták és felgyújtottak. A második világháború után, 1946-ban a mecsetet újjáépítették. 1992 júniusában ismét felgyújtották a falut elfoglaló szerb csapatok.[10]

- Ezen a helyen állt egy torony is, amelyet a 17. században török katonák állítottak fel, de a legutóbbi háború során megsemmisült.

- Az új krasuljei mecsetet 1987-ben építették, a régi, fából épült mecset helyett, ugyanazon a helyen. A Ključi Iszlám Közösség feljegyzései szerint ezt az új krasuljei mecsetet 1992. május 31-én a szerbek lerombolták.[11] A háború után újjáépítették.